# Crocallis defasciata
Crocallis defasciata är en fjärilsart som beskrevs av Barend J. Lempke 1951. Crocallis defasciata ingår i släktet Crocallis och familjen mätare. Inga underarter finns listade i Catalogue of Life.